# Trío para piano (Fanny Mendelssohn)

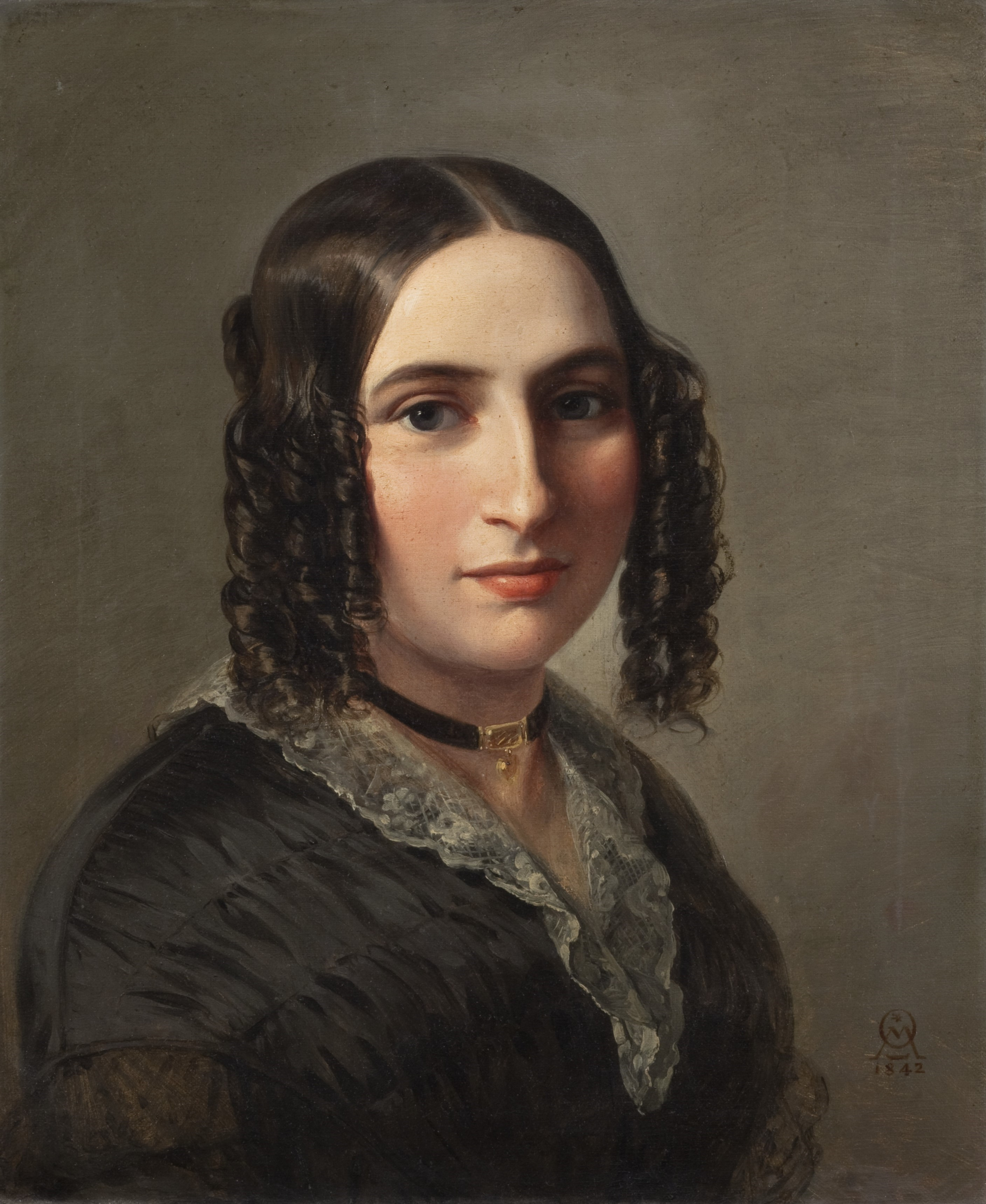
Fanny Mendelssohn, compositora de la pieza, en 1842.

El Trío para piano en re menor op. 11 de Fanny Mendelssohn fue concebido entre 1846 y 1847 como regalo de cumpleaños para su hermana y publicado póstumamente en 1850, tres años después de la muerte de la compositora.
El trío consta de cuatro movimientos:
1. Allegro molto vivace
2. Andante espressivo
3. Lied: Allegretto
4. Allegretto moderato

En 1847, un crítico anónimo de la Neue Berliner Musik Zeitung encontró en el trío «... cimientos robustos y amplios que se construyen a través de olas tormentosas en un edificio maravilloso. En este sentido, el primer movimiento es una obra maestra y el trío sumamente original». Angela Mace Christian se refiere a la pieza en The New Grove Dictionary of Music and Musicians como «una de sus obras de cámara más impresionantes».